# Jules Wagner
Jules Wagner (Assebroek, 9 mei 1863 - 22 april 1922) was burgemeester van de Belgische gemeente Assebroek.

## Levensloop
Wagner was van beroep tuinbouwer. Hij beschikte over eigen grond, in het centrum van de gemeente, waarop hij zijn activiteiten uitoefende. 
Vanaf 1890 begon hij zich voor de plaatselijke politiek te interesseren en werd hij gemeenteraadslid en in 1911 schepen. Toen burgemeester Ferdinand De Smet in 1914 de wijk nam naar Nederland, trad Wagner tijdens de duur van de Eerste Wereldoorlog op als waarnemend burgemeester, met Camille van de Walle de Ghelcke als schepen. In 1919 werd hij tot volwaardig burgemeester benoemd. In 1921 won hij de eerste naoorlogse verkiezingen. Zijn lijst behaalde acht zetels tegen twee voor de socialisten en een zetel voor een lijst van fronters en christendemocraten. Het jaar daarop overleed hij. Hij werd opgevolgd door Albin Van Renterghem.
Assebroek heeft een Wagnerstraat, die naar hem vernoemd is. Zijn voornaam is hierbij niet vermeld, zodat het wel een beetje de ganse Wagnerfamilie is, actief in de Assebroekse tuinbouw, die hierdoor herdacht wordt.